# Championnat de Roumanie de football 1969-1970
Navigation
Saison précédente Saison suivante
La saison 1969-1970 du Championnat de Roumanie de football est la 52e édition de la première division roumaine. Le championnat rassemble les 16 meilleures équipes du pays au sein d'une poule unique, où chaque club rencontre tous ses adversaires deux fois, à domicile et à l'extérieur.
C'est l'UT Arad, champion en titre, qui termine en tête du championnat et remporte le 6e titre de champion de Roumanie de son histoire.

## Les 16 clubs participants
| - Dinamo Bucarest - Dinamo Bacău - FC Petrolul Ploiești - Steaua Bucarest - CFR Cluj - Promu de Divizia B - Crișul Oradea - Farul Constanța - Universitatea Craiova | - UT Arad - FC Arges Pitesti - Universitatea Cluj - FC Rapid Bucarest - ASA Târgu Mureș - Steagul Roșu Orașul Stalin - Promu de Divizia B - SC Jiul Petroșani - Politehnica Iași |

## Compétition

### Classement
Le classement est établi en utilisant le barème suivant :
- Victoire : 2 points
- Match nul : 1 point
- Défaite, forfait ou abandon : 0 point

| Rang | Équipe                         | Pts | J  | G  | N  | P  | Bp | Bc | Diff |
| ---- | ------------------------------ | --- | -- | -- | -- | -- | -- | -- | ---- |
| 1    | UT Arad (T)                    | 39  | 30 | 18 | 3  | 9  | 54 | 42 | +12  |
| 2    | FC Rapid Bucarest              | 37  | 30 | 14 | 9  | 7  | 39 | 31 | +8   |
| 3    | Steaua Bucarest (C)            | 34  | 30 | 14 | 6  | 10 | 56 | 37 | +19  |
| 4    | Universitatea Craiova          | 33  | 30 | 13 | 7  | 10 | 40 | 37 | +3   |
| 5    | Dinamo Bucarest                | 32  | 30 | 14 | 4  | 12 | 51 | 41 | +10  |
| 6    | Farul Constanța                | 32  | 30 | 13 | 6  | 11 | 45 | 40 | +5   |
| 7    | SC Jiul Petroșani              | 32  | 30 | 14 | 4  | 12 | 37 | 37 | 0    |
| 8    | Steagul Roșu Orașul Brașov (P) | 30  | 30 | 12 | 6  | 12 | 38 | 41 | -3   |
| 9    | Dinamo Bacău                   | 30  | 30 | 10 | 10 | 10 | 37 | 42 | -5   |
| 10   | FC Argeș Pitești               | 29  | 30 | 11 | 7  | 12 | 51 | 47 | +4   |
| 11   | Universitatea Cluj             | 28  | 30 | 9  | 10 | 11 | 40 | 37 | +3   |
| 12   | Politehnica Iași               | 27  | 30 | 12 | 3  | 15 | 37 | 39 | -2   |
| 13   | FC Petrolul Ploiești           | 27  | 30 | 10 | 7  | 13 | 36 | 42 | -6   |
| 14   | CFR Cluj (P)                   | 27  | 30 | 10 | 7  | 13 | 29 | 45 | -16  |
| 15   | Crișul Oradea                  | 26  | 30 | 10 | 6  | 14 | 38 | 44 | -6   |
| 16   | ASA Târgu Mureș                | 17  | 30 | 5  | 7  | 18 | 23 | 49 | -26  |

|  | Qualifié pour la Coupe des clubs champions 1970-1971  |
|  | Qualifié pour la Coupe des Coupes 1970-1971           |
|  | Qualifié pour la Coupe des villes de foires 1970-1971 |
|  | Relégation en Divizia B                               |

## Bilan de la saison
| Tableau d'Honneur                   |                 |
| Compétition                         | Vainqueur       |
| Championnat de Roumanie de football | UT Arad         |
| Coupe de Roumanie de football       | Steaua Bucarest |

| Qualifications européennes           |                                       |
| Compétition                          | Qualifié                              |
| Coupe des clubs champions 1970-1971  | UT Arad                               |
| Coupe des Coupes 1970-1971           | Steaua Bucarest                       |
| Coupe des villes de foires 1970-1971 | Universitatea Craiova Dinamo Bucarest |

| Promotions et relégations |                                     |
| Promus en Divizia A       | FC Progresul Bucarest CFR Timișoara |
| Relégués en Divizia B     | Crișul Oradea ASA Târgu Mureș       |